# Tom Clancy's Splinter Cell (computerspel)
Tom Clancy's Splinter Cell is een stealth game ontwikkeld door Ubisoft Montreal.
Het is een driedimensionaal (3D) actieavonturenspel, gemaakt met de Unreal Engine 2. Het is het eerste deel in de Splinter Cell-serie die door Tom Clancy verzonnen is. Het spel volgt de activiteiten van de fictionele Amerikaanse geheim agent Sam Fisher die werkt bij de National Security Agency. De stem van Sam Fisher is ingesproken door de acteur Michael Ironside. De stem van zijn baas, Irving Lambert, is ingesproken door de acteur Don Jordan.
Splinter Cell werd voor het eerst uitgegeven op 18 november 2002 in Noord-Amerika voor de Xbox console. Later werd het spel ook overgezet naar de PC, PlayStation 2 en GameCube in de lente van 2003 en voor de Game Boy Advance in de lente. Voor de Game Boy Advance was het spel anders vanwege technische limitaties. Het verhaal was hetzelfde maar het gehele spel werd 2D.
In december 2003 is er ook nog een versie voor de N-Gage uitgebracht die de naam Tom Clancy's Splinter Cell: Team Action Stealth meekreeg. Dit spel was 2D in plaats van 3D.

## Gameplay
Splinter Cell's op stealth gebaseerde gameplay heeft veel gelijk met de Thief-serie voor de PC. De meeste tijd in het spel wordt rondsluipend doorgebracht, gebruik makend van donkere stukken en de schaduw om aan rondlopende wachten te ontkomen. De speler heeft een lichtmeter die aangeeft hoe zichtbaar hij is voor zijn vijanden. Bovendien heeft de speler nacht- en warmtevisieapparatuur om vijanden te ontdekken en rond te kunnen lopen in het donker. Om te vechten is Sam Fisher uitgerust met een gedempt pistool en een gedempt geweer. Het geweer kan niet alleen gebruikt worden om te schieten maar kan ook verschillende gadgets lanceren zoals een camera en een shocker die de tegenstander uitschakelt door elektrische schokken. Fisher kan ook vijanden van achter besluipen om ze vast te pakken en dan te ondervragen of knock-out te meppen. Verder is Fisher nogal acrobatisch: hij kent een aantal trucs zoals de mogelijkheid om aan buizen te hangen en in een smalle steeg via beide muren omhoog te klimmen.
Het spel moedigt het gebruik van stealth boven grof geweld aan. Hoewel Sam Fisher wapens heeft, heeft hij maar 60 patronen en kan hij niet vaak nieuwe munitie krijgen tijdens een missie. Aangezien Sam maar weinig kogels kan overleven en de vijanden snel vurende wapens hebben zijn zij in staat hem binnen enkele seconden te doden. Bovendien moet Sam Fisher in een speciale "mik modus" voordat hij kan schieten, waarin hij nog maar erg langzaam kan lopen.
Het spel is nogal lineair, in plaats van het doorzoeken van een open gebied moet de speler vaak gewoon een rechte route volgen van het ene punt naar het andere door het hele level.

## Het verhaal
Het spel speelt zich af in 2004 en de speler neemt de rol van Sam Fisher op zich. Dit is een agent die door de National Security Agency weer is opgeroepen om deel te nemen aan een kleine geheime divisie genaamd Third Echelon. Deze divisie gebruikt Splinter Cell's, in hun eentje opererenden, die ondersteund worden door een klein team, om missies in vijandelijk gebied uit te voeren.
Voor zijn eerste missie als een Splinter Cell wordt Fisher naar Georgië gestuurd om de verdwijning van 2 CIA-agenten te onderzoeken. Tijdens zijn onderzoek ontdekt Fisher een campagne van systematische etnische moorden die uitgevoerd worden door de Georgische president Kombayn Nikoladze tegen de moslimpopulatie in het aangrenzende land Azerbeidzjan in een poging om de olievoorraden van dat land in handen te krijgen. Wanneer de NAVO ingrijpt in de situatie tegen Georgië vlucht Nikoladze. Hij neemt wraak tegen de VS door een crisis te veroorzaken waarbij computers niet meer functioneren. Hiervoor maakt hij gebruik van computeralgoritmes van de Canadese hacker Phillip Masse. Fisher wordt er op uitgestuurd om Nikoladze te vinden en de crisis te stoppen. Fisher komt er op een gegeven moment achter dat Nikoladze samenwerkt met de corrupte Chinese generaal Kong Feirong om nucleaire wapens te ontwikkelen. Hij is zelfs zo ver gegaan dat hij een nucleaire bom met de codenaam ARK op Amerikaanse grond heeft geplaatst. Fisher valt het Georgische presidentiële paleis binnen en vermoordt Nikoladze. Daarmee stopt hij ook de crisis en voorkomt dat Georgië de ARK tot ontploffing brengt.

## Trivia
- Het spel is opgenomen in het boek 1001 Video Games You Must Play Before You Die van Tony Mott.